# Calycobathra variapenella
Calycobathra variapenella ist ein Schmetterling aus der Familie der Chrysopeleiidae.

## Merkmale
Die Falter erreichen eine Flügelspannweite von 10 bis 11 Millimeter. Thorax und Tegulae sind graubraun. Die Vorderflügel sind ockergrau bis graubraun und haben vor allem im Apikalbereich undeutliche und unregelmäßige Flecke und Striche entlang der Flügeladerung. Die Fransenschuppen sind ockergrau. Die Hinterflügel sind fahl grau und an der Costalader dunkler. Das Abdomen glänzt fahl ockergrau.
Bei den Männchen ist der Uncus kurz und sichelförmig. Die Valven sind schlank und distal nach innen gebogen. Sie verjüngen sich allmählich zu einem spatelförmigen Apex. Ein scharfer Zahn befindet sich an der Innenseite der Valvenbasis. Er ist dicht mit groben Borsten bedeckt. Drei lange und gekrümmte Dorsalborsten entspringen in Basisnähe und reichen bis zur halben Valvenlänge. Die Borsten der Außenseite sind kurz und haarartig. Die Loben des Vinculums sind rundlich. Der Aedeagus ist gekrümmt und lateral stark abgeplattet. Er weitet sich distal. Dorsal sind ein bis drei dreieckige Zähne vorhanden, ventral dagegen nur einer. Die Männchen können von anderen Arten der Gattung anhand des seitlich angeplatteten Aedeagus und dem kräftigen apikalen Zahn unterschieden werden.
Bei den Weibchen ist die schlitzförmige Ausbuchtung des siebenten Sternits dreieckig und sklerotisiert. Die Falte des sechsten Sternits ist breit und hat nahezu gerade Ränder. Das Ostium hat die Form eines großen schrägen Schlitzes und ist leicht nach links versetzt angeordnet. Die Genitalplatte ist mehr oder weniger schmal trapezförmig und hat zwei große V-förmige Seitenschilde, die teilweise mit einer netzförmigen Struktur versehen sind. Die inneren Arme der Loben haben lange Protrusionen die in Richtung der schlitzförmigen Ausbuchtung zeigen. Der Ductus bursae verläuft in einigen Windungen und ist mit einem sklerotisierten Versteifungsband versehen. Das Antrum ist sehr breit, sackförmig und an der Innenseite dicht mit Härchen bedeckt. Das Corpus bursae ist oval und mit zwei kleinen stachligen Signa mit runder Basis versehen.

### Ähnliche Arten
Calycobathra variapenella ähnelt Calycobathra acarpa, ist aber dunkler und die Längsstriche auf den Vorderflügeln sind grober.

## Verbreitung
Calycobathra variapenella ist in der Türkei, im Nordosten des Kaukasus, im Transkaukasus und in Zentralasien beheimatet.

## Biologie
Die Biologie der Art ist unbekannt. Falter wurden von Mai bis Juli gesammelt.

## Belege
1. 1 2 3 4 5  J. C. Koster, S. Yu. Sinev: Momphidae, Batrachedridae, Stathmopodidae, Agonoxenidae, Cosmopterigidae, Chrysopeleiidae. In: P. Huemer, O. Karsholt, L. Lyneborg (Hrsg.): Microlepidoptera of Europe. 1. Auflage. Band 5. Apollo Books, Stenstrup 2003, ISBN 87-88757-66-8, S. 186 (englisch).